# Fragaria daltoniana
Fragaria daltoniana J.Gay, 1857 è una pianta della famiglia delle Rosacee originaria dell'Himalaya. Il suo frutto ha un sapore povero e non ha valore commerciale.
Tutte le fragole di questo tipo hanno 7 cromosomi. La Fragaria daltoniana è diploide, ha quindi 2 paia di questi cromosomi con un totale di 14.